# Willie Jones
 (mai 2023).
La mise en forme du texte ne suit pas les recommandations de Wikipédia : il faut le « wikifier ».
Les points d'amélioration suivants sont les cas les plus fréquents :
- Les titres sont pré-formatés par le logiciel. Ils ne sont ni en capitales, ni en gras.
- Le texte ne doit pas être écrit en capitales (les noms de famille non plus), ni en gras, ni en italique, ni en « petit »…
- Le gras n'est utilisé que pour surligner le titre de l'article dans l'introduction, une seule fois.
- L'italique est rarement utilisé : mots en langue étrangère, titres d'œuvres, noms de bateaux, etc.
- Les citations ne sont pas en italique mais en corps de texte normal. Elles sont entourées par des guillemets français : « et ».
- Les listes à puces sont à éviter, des paragraphes rédigés étant largement préférés. Les tableaux sont à réserver à la présentation de données structurées (résultats, etc.).
- Les appels de note de bas de page (petits chiffres en exposant, introduits par l'outil «  Source ») sont à placer entre la fin de phrase et le point final[comme ça].
- Les liens internes (vers d'autres articles de Wikipédia) sont à choisir avec parcimonie. Créez des liens vers des articles approfondissant le sujet. Les termes génériques sans rapport avec le sujet sont à éviter, ainsi que les répétitions de liens vers un même terme.
- Les liens externes sont à placer uniquement dans une section « Liens externes », à la fin de l'article. Ces liens sont à choisir avec parcimonie suivant les règles définies. Si un lien sert de source à l'article, son insertion dans le texte est à faire par les notes de bas de page.
- La présentation des références doit suivre les conventions bibliographiques. Il est recommandé d'utiliser les modèles {{Ouvrage}}, {{Chapitre}}, {{Article}}, {{Lien web}} et/ou {{Bibliographie}}. Le mode d'édition visuel peut mettre en forme automatiquement les références.
- Insérer une infobox (cadre d'informations à droite) n'est pas obligatoire pour parachever la mise en page.

Pour une aide détaillée, merci de consulter Aide:Wikification.
Si vous pensez que ces points ont été résolus, vous pouvez retirer ce bandeau et améliorer la mise en forme d'un autre article.
Pour les articles homonymes, voir Jones.
William Edward Jones (31 octobre 1916 – 25 juillet 1996) est un joueur de cricket gallois actif de 1937 à 1958, qui a joué pour Glamorgan.

## Biographie
Il participe à 345 matchs de cricket de première classe en tant que batteur gaucher et lance un lent spin orthodoxe avec le bras gauche. Il marque 13 536 courses avec onze centuries et a pris 192 guichets avec une meilleure performance de cinq pour 50.
Son meilleur score est de 212 non-out contre Essex en 1948, lorsqu'il réalise un partenariat de 313 courses pour le troisième guichet avec Emrys Davies en trois heures et quart. 1948 est sa saison la plus réussie : il marque son seul autre double-century, 207 contre Kent en 245 minutes, et marque 1656 courses dans tous les matchs avec une moyenne de 40,39, et a pris 47 guichets à 25,53, pour aider Glamorgan à remporter son premier county Championship.
Il joue également au rugby à XV en tant que demi d'ouverture, représentant le Pays de Galles lors d'un match international pendant la Seconde Guerre mondiale.
Jones prend sa retraite du cricket de première classe après la saison 1958 et devient l'entraîneur de cricket au Dean Close School à Cheltenham.